# Kurt Grabert
Kurt Grabert (* 3. Dezember 1922 in Stuttgart; † 15. Juli 1999 in Freiburg im Breisgau) war ein deutscher Bildhauer, Graphikdesigner und Maler.

## Leben
Grabert erhielt eine erste künstlerische Ausbildung an der Höheren Fachschule für das graphische Gewerbe bei Leo Schobinger. Während seiner Ausbildung wurde er zur Wehrmacht eingezogen und verbrachte sechs Jahre im Krieg und in der Gefangenschaft. Anschließend studierte er an der Kunstakademie Stuttgart in der Bildhauerklasse bei Peter Otto Heim.
Einige Jahre lang hatte er eine Ateliergemeinschaft mit Hans Gaensslen (1906–1981, ab 1949 Professor an der Karlsruher Kunstakademie, ab 1961 Direktor bis 1963) in Hödingen bei Überlingen. In den Jahren 1952 bis 1963 führte er ein eigenes Werbeatelier und war in dieser Zeit für namhafte Unternehmen und für die Touristikbranche tätig. Er war Artdirector beim Verlag Bärmeier & Nikel.
1964 übersiedelte er nach Welzheim, betrieb dort eine eigene keramische Werkstatt und schuf zahlreiche keramische Bildwände für öffentliche Gebäude und private Schwimmhallen. Er nahm an öffentlichen Wettbewerben teil.
1975 zog er nach Göppingen und hatte eine Atelierwerkstatt als freischaffender Bildhauer in Auendorf/Bad Ditzenbach. Er übernahm öffentliche Aufträge für Brunnen und Großskulpturen, Porträts und Tierplastiken. Für die Kunstgießerei Strassacker entstanden Gartenfiguren. In seinen letzten zehn Lebensjahren entstand das Portal für die Stadtkirche Göppingen.
Mit seiner zeichnerischen Begabung kam im Lauf der Jahre ein umfangreiches Werk an Skizzen, Zeichnungen und Aquarellen zusammen. Thematische Schwerpunkte waren hier Reisen nach Griechenland und Frankreich, Spaziergänge auf der Schwäbischen Alb und Menschen.

## Ausstellungen (Auswahl)
- 1983 Stadthalle Göppingen
- 1984 Galerie Rauschenberger, Winnenden
- 1986 Hospitalhof Stuttgart
- 1988 Gartencenter Kriesten, Leonberg
- 1997 Schloß Filseck, Uhingen
- 2003 Franziskanerkloster Ehingen/Donau
- 2008 Museum Storchen, Göppingen
- 2013 Haus der Begegnung, Ulm

Daneben Teilnahme an vielen Gruppenausstellungen

## Werke im öffentlichen Raum (Auswahl)
- Mahnmale in Rudersberg und Welzheim, gemeinsam mit Ruth Grabert-Armingeon
- Keramikwand im Krankenhaus Schorndorf (Wettbewerb Kunst am Bau), 1970; anschließend viele private Keramikwände bis in die USA und nach Australien
- Brunnen „der starke Vinzenz“, Immenstaad, 1984[6]
- Brunnen auf dem Kelterplatz, Kippenhausen, 1985
- Der Fahrende Sänger, Ratsgasse Bad Urach, 1985
- Porträt Primus Truber, Stifthof Bad Urach, 1986[7]
- Großer Marktplatzbrunnen, Ehingen/Donau, 1987
- Hirtenknabe mit Ziegen, Deggingen/Fils, 1988
- Narrenbrunnen in Ostrach, 1989[8]
- Viehmarktbrunnen, Ehingen/Donau, 1990
- Schäfergruppe im Kurpark Bad Urach, 1991
- Schweinehändler mit Schweinegruppe auf dem Hallplatz in Zweibrücken, 1992
- Dorfbrunnen „Rad der Geschichte“ Wäschenbeuren, 1992[9]
- Hirtenbrunnen mit Schafen, Rathausplatz in Zell u.A., 1994
- Gründerporträts der Uracher Therme im Kurpark Bad Urach, 1997
- Karl-Steuer-Brunnen in Konstanz, 1998
- Portal der Stadtkirche in Göppingen, 1998
- Zyklus von Zeichnungen über Georg Elser im „Hotel Silber“, Stuttgart, als Dauerleihgabe
- Skulptur, "Malenter Seejungfrau", Seepromenade Dielsee, Malente, Ost-Holstein, 2000

## Galerie

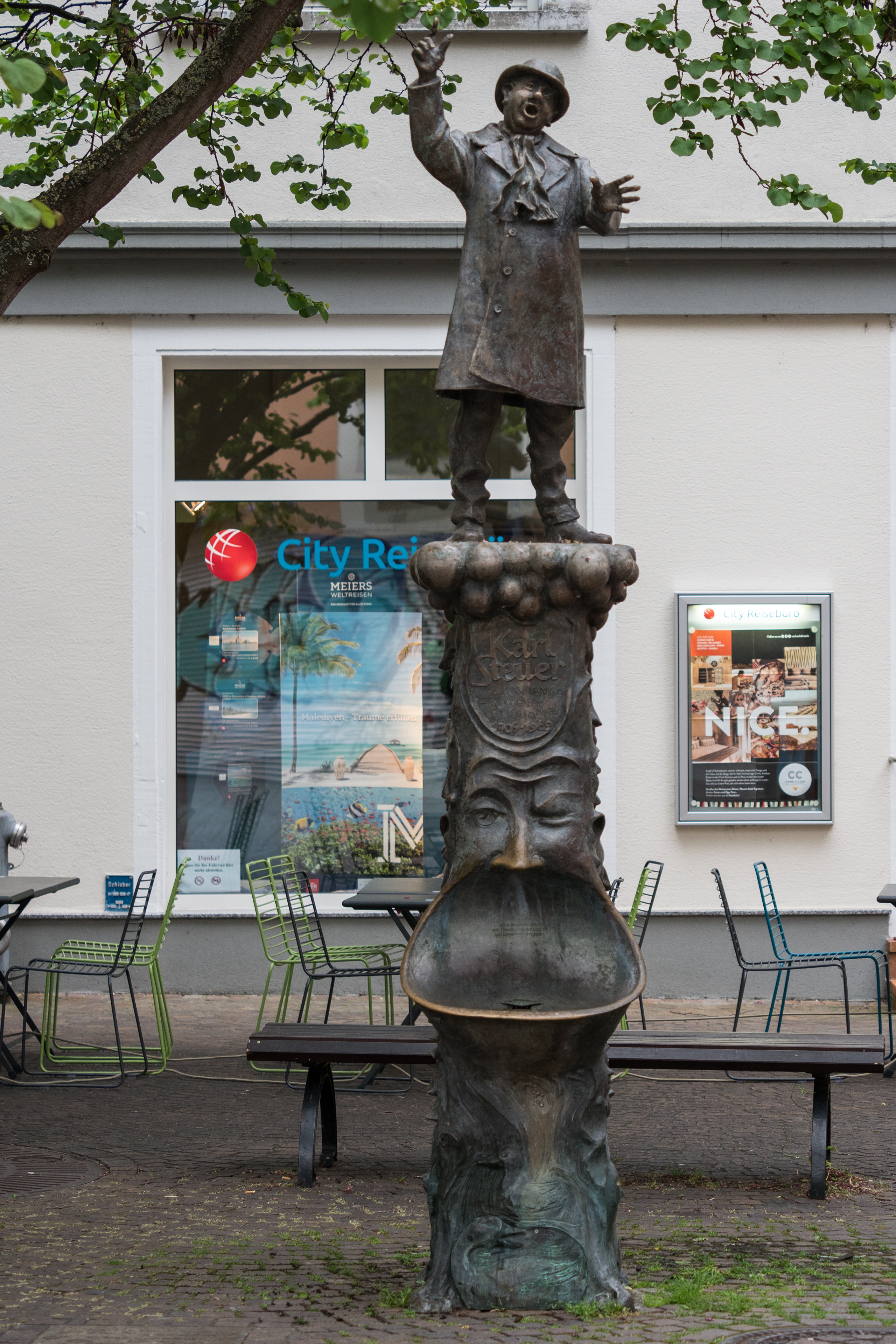
Karl-Steuer-Brunnen in Konstanz
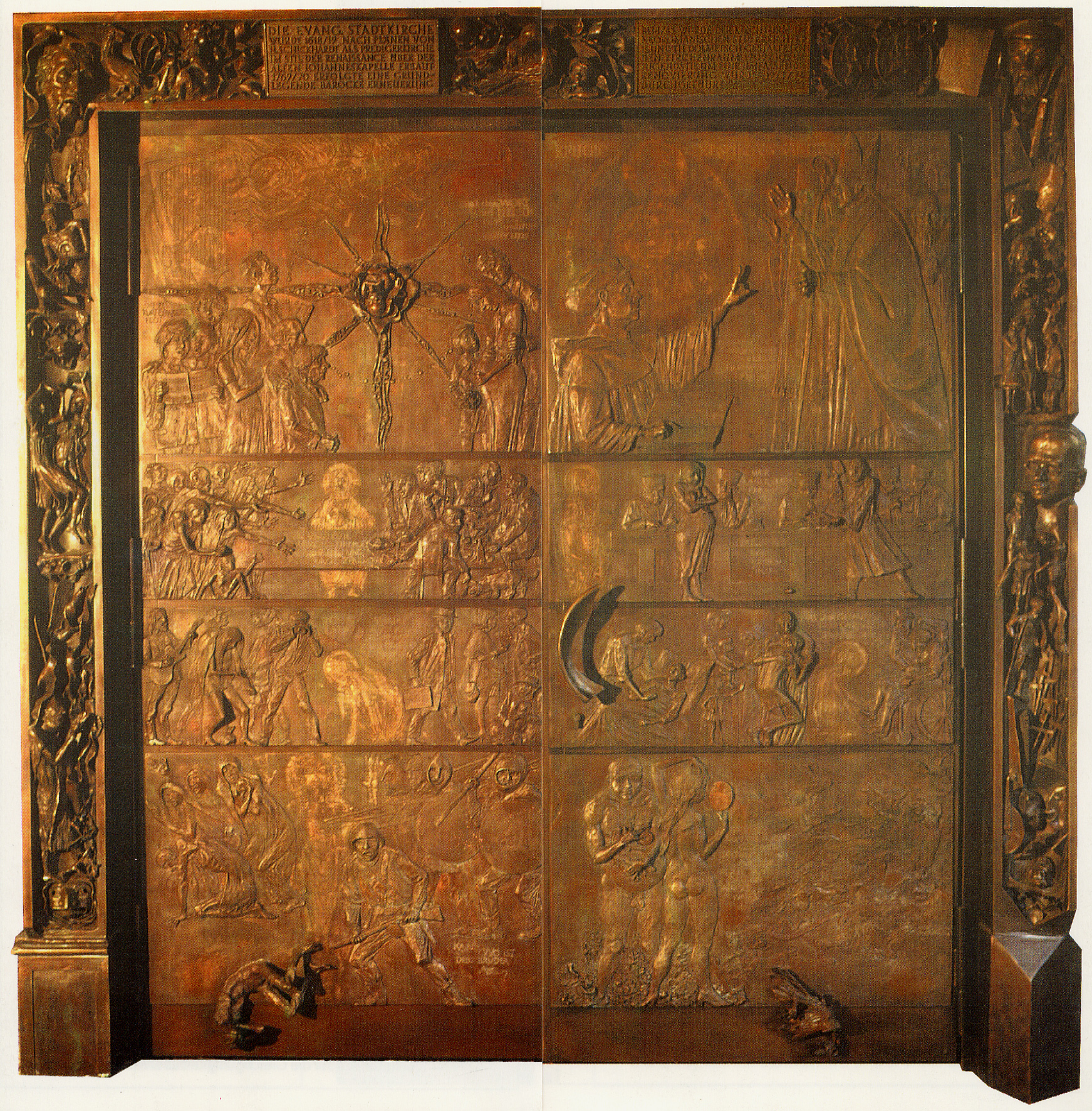
Stadtkirche in Göppingen
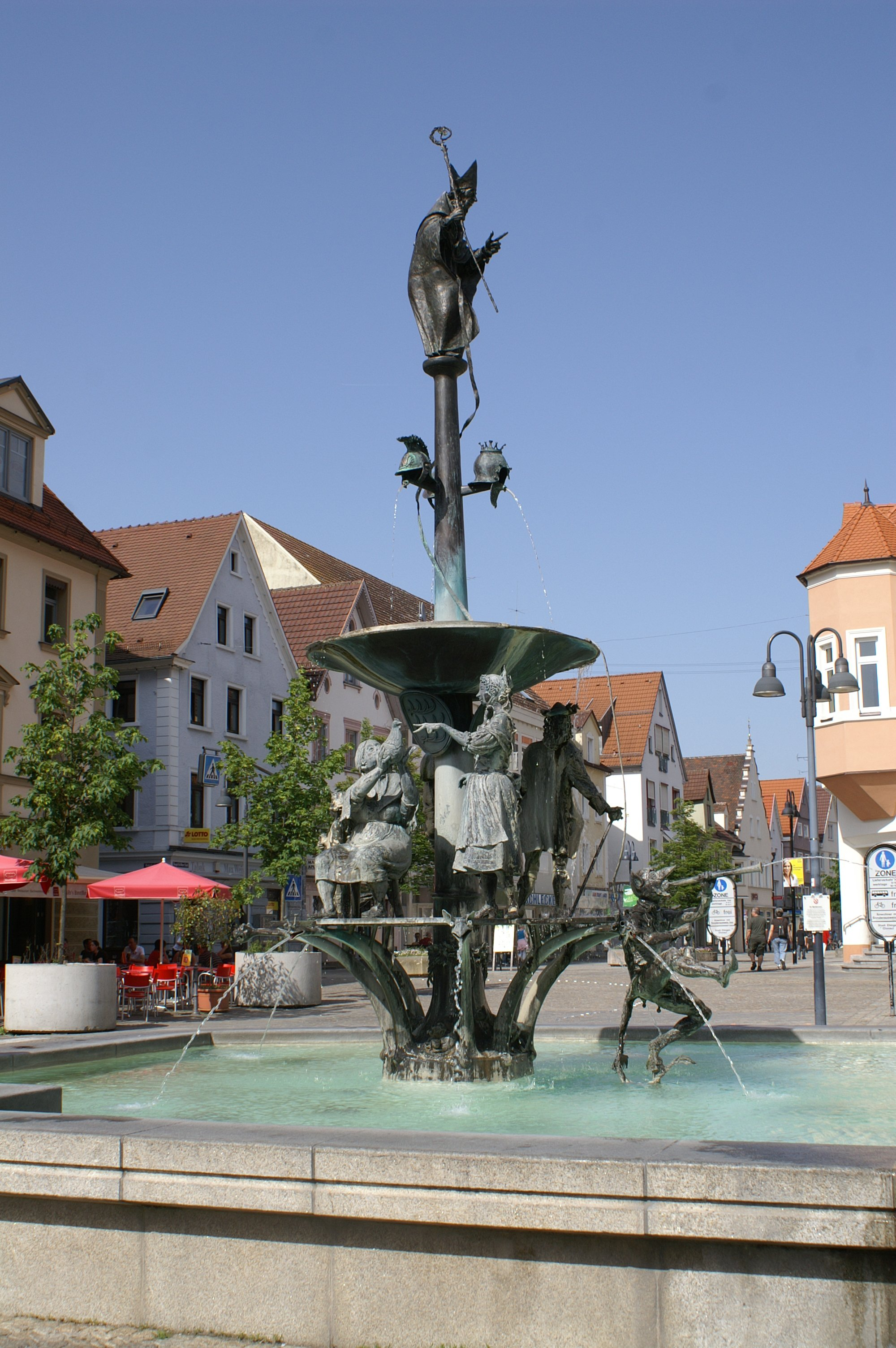
Großer Marktplatzbrunnen in Ehningen
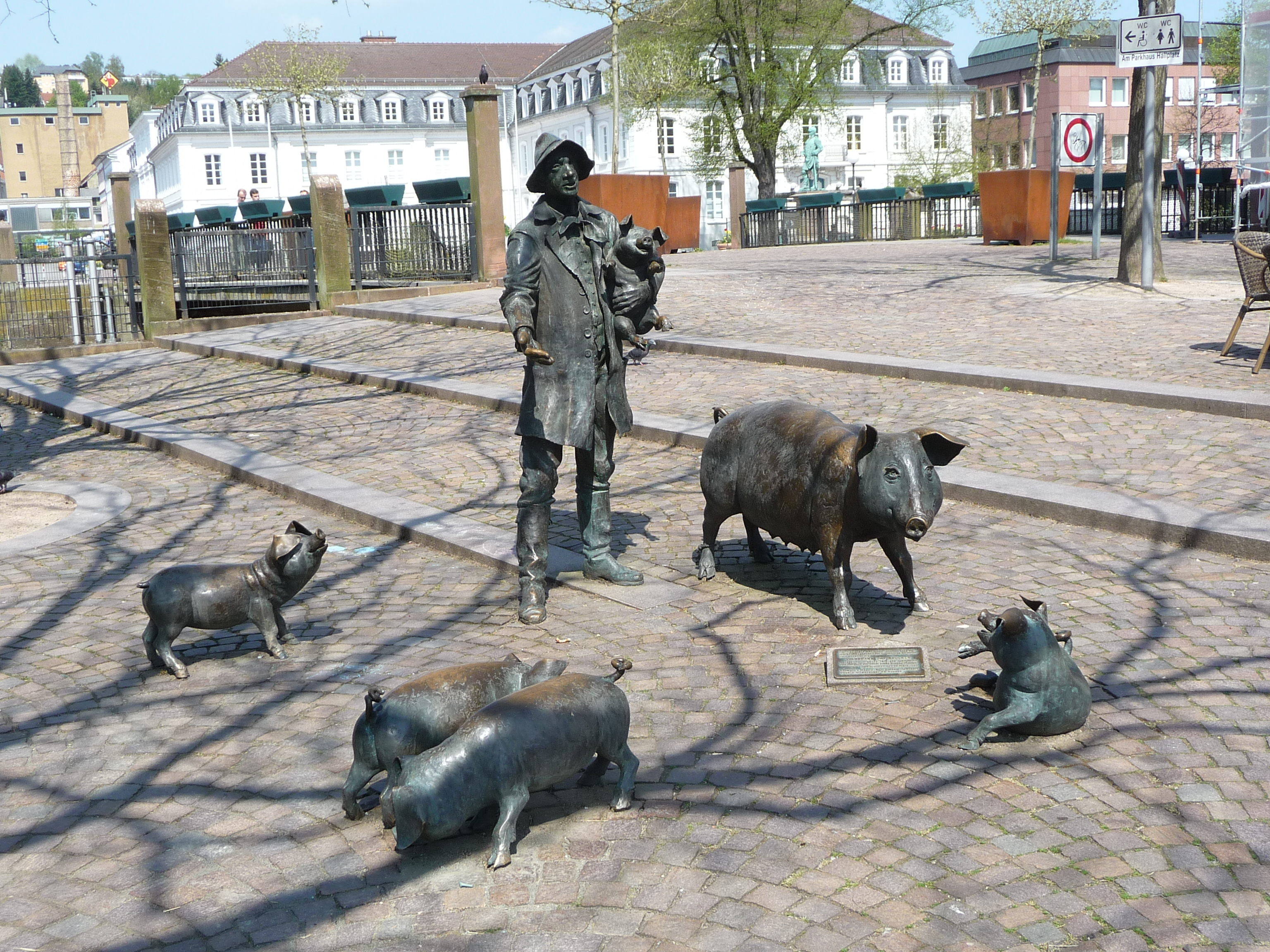
Schweinehirt in Zweibrücken
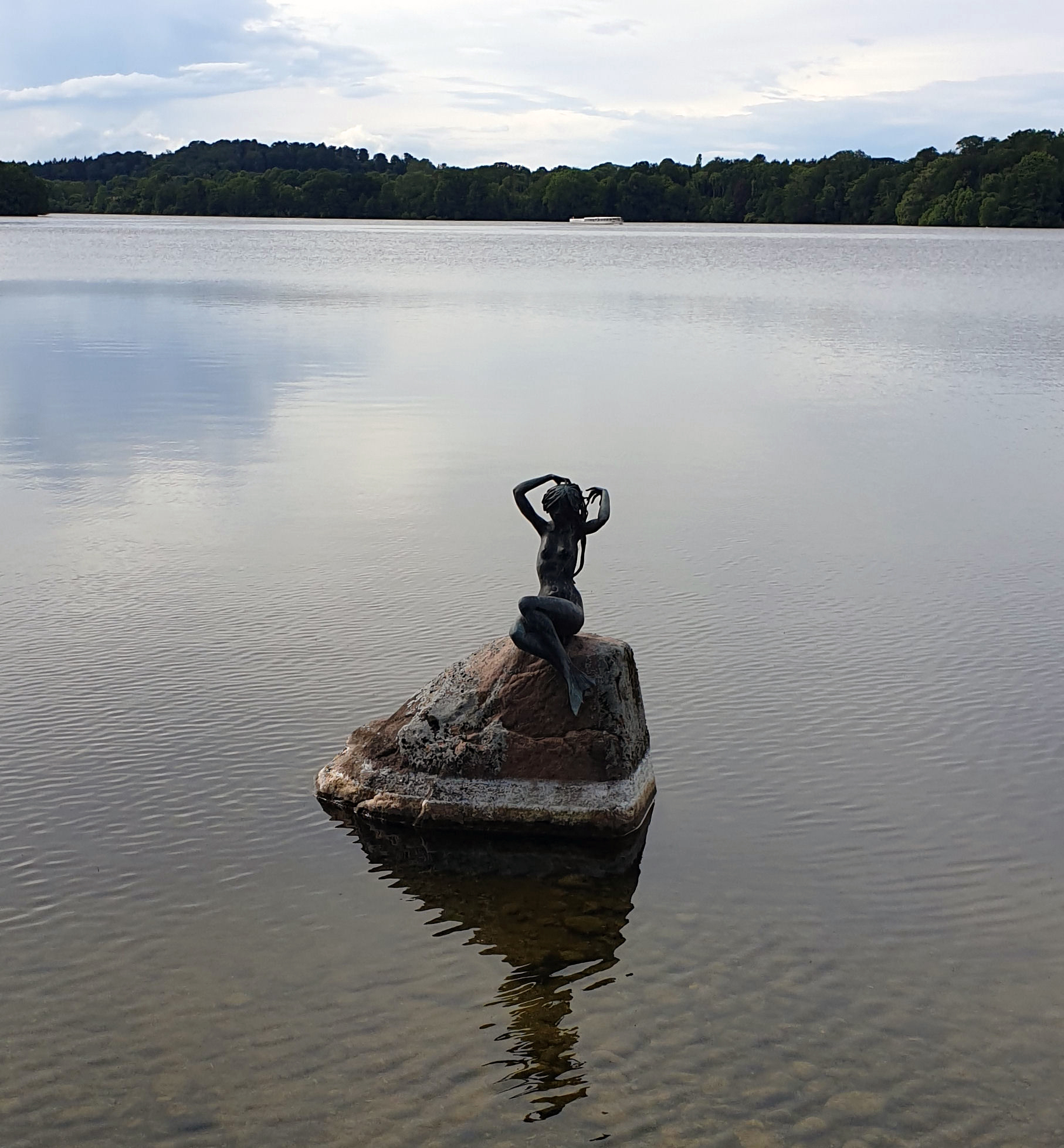
Malenter Seejungfrau in Malente

## Buchillustration
- Georg Elser, ein Einzelgänger gegen Hitler, Zeichnungen von Kurt Grabert